# Петрас Вілейшіс
Петрас Вілейшиш (лит. Petras Vileišis; 25 січня 1851 — 12 серпня 1926) — видатний литовський інженер, політичний діяч та філантроп.

## Біографія
Починав навчання у школі в Паневежисі, а закінчив середню освіту в школі Шяуляйській гімназії. 1874 року закінчив Санкт-Петербурзький університет за спеціальністю з фізики та математики. Навчаючись в університеті, поширював литовські видання, що було на той час незаконним через заборону литовської мови царською владою. Разом з двома братами Йонасом та Антанасом входив до підпільної організації «Дванадцять апостолів».
Згодом, працюючи інженером, йому вдалося заробити великі статки, за рахунок яких він спонсорував литовські соціальні організації. 1904 року заснував першу литовськомовну щоденну газету «Новини Вільнюса». 1907 року виступив спонсором Першої Литовської художньої виставки, яка проходила у його маєтку.
1926 року, перебуваючи у відпустці в Паланзі, помер та був похований у Каунасі. Через дев'ять років був перепохований на Цвинтар Расу у Вільнюсі.